# Darko Rundek
Darko Rundek est un chanteur de rock, auteur-compositeur, poète et acteur croate né le 30 janvier 1956. Sa carrière musicale a commencé dans le début des années 1980 lorsqu’il était le leader du légendaire groupe de rock croate Haustor. Il vit en France depuis 1991. Il a enregistré trois albums avec des musiciens venus de différentes parties du monde : U širokom svijetu (« Dans le large monde »), Apokalypso et Ruke (« Les mains »). 
En novembre 2010 est sorti le nouvel album du Trio Cargo Orkestar sous le nom de "Plavi Avion" (« L'avion bleu »)

## Haustor
Darko Rundek a été le chanteur d’un groupe yougoslave légendaire : Haustor. C’était un groupe de rock de Zagreb, membre de la Nouvelle vague musicale yougoslave (Nova Vala) et un des acteurs importants de la scène rock yougoslave. Le groupe a été formé en 1977 lorsque le chanteur et guitariste occasionnel Darko Rundek a rencontré le bassiste Srđan Sacher. En 1979 les ont rejoints Ozren Štiglic (guitare) et Boris Leiner (batterie), qui a également joué dans un autre éminent groupe de rock yougoslave, Azra. En 1980, Zoran Vuletic (clavier) est devenu membre du groupe.
Darko Rundek était l’idole d’une génération entière, surtout au temps d’Haustor. Ses textes poétiques étaient sur toutes les lèvres.
Le groupe a été influencé par la musique du monde qui contenait des éléments de ska, reggae, jazz, blues, musique classique, ethno etc.
Haustor a sorti son premier album en 1981. Cet album était connu  pour la chanson Moja prva ljubav (« Mon premier amour »). Leur deuxième album, intitulé Treći svijet (« Le troisième monde ») est sorti en 1984.

## Carrière solo

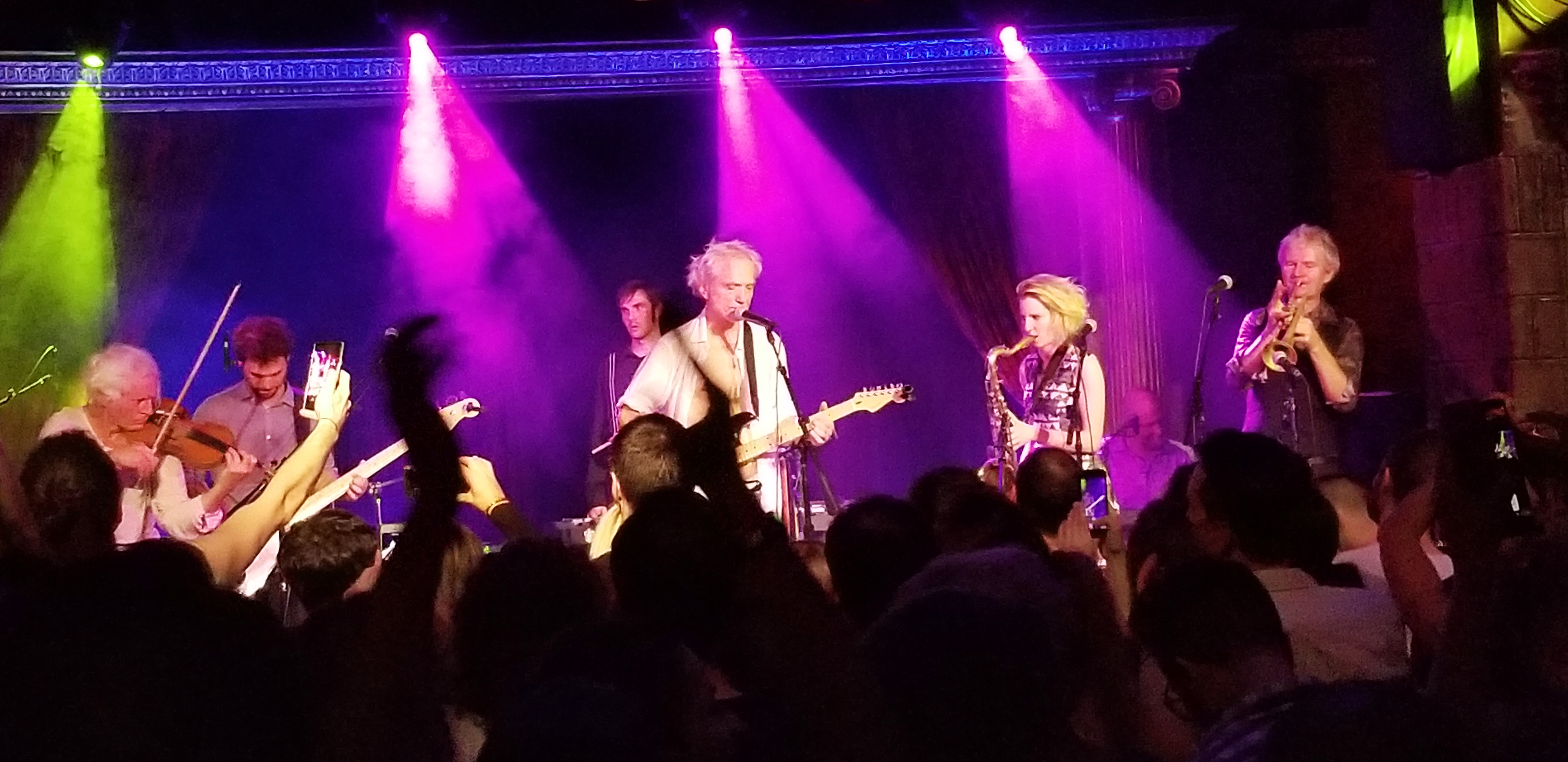
Darko Rundek & the Apocalypso Crew.

Début 1997, Rundek a sorti son premier album solo, Apokalipso, dans lequel on trouve différents genres et dont certaines chansons rappellent le style de Haustor. 
Dans la première moitié de l’année 2000, Rundek a sorti un autre album solo  intitulé U širokom svijetu. À la première écoute, ce disque est différent de presque tout ce qu’il a réalisé avec Haustor, et dans une large mesure du précédent album Apokalipso. Les chansons couvrent un large éventail de genres : de la reprise de Ay Carmela à des chansons de la guerre civile espagnole, en passant par le titre Uspomene, chanté en partie en français, sans oublier le plus traditionnel  Ljubav se ne traži (« L’amour ne se cherche pas »). L'album a été salué par les critiques.
À l'automne  2002, Rundek a sorti un troisième album solo intitulé Ruke. Le nouvel album est un projet de recherche  et apporte d´une part des titres très hermétiques et extrêmes comme Cuba, Iste slike ou Mlin reggae et d´autre part des  hits faciles comme Makedo ou Ruke. L'album s'est vendu à un grand nombre d’exemplaires dans le monde entier[réf. nécessaire].

## Darko Rundek & Cargo Orkestar
Au printemps 2003,  Rundek forme un nouveau groupe - Rundek & Cargo Orkestar.  Ce groupe est composé de musiciens qui ont travaillé avec Rundek pour l’album Ruke. La créativité du Cargo Orkestar commence pendant une tournée en Croatie, Bosnie, Serbie-et-Monténégro, lors de laquelle l’album live Zagrebačka magla a été enregistré. À l’été 2004, une maison de disques de Berlin, Piranha Musik, a sorti une version modifiée de l’album Ruke. L'album est apparu dans le top 10 des charts musicaux dans le monde.
En mai 2006, le nouvel album de Rundek & Cargo Orkestar est sorti sous le nom de Mhm A-Ha Oh Yeah Da-Da. 

## Théâtre, cinéma et radio
En 1982, Darko Rundek a obtenu pour ses performances son diplôme de théâtre de l’Académie des Arts Dramatiques de Zagreb.
Darko Rundek a écrit et produit la musique de beaucoup de film. Il est aussi parfois apparu comme acteur En vue de la Tour Eiffel de N. Vukčević (rôle du Docteur Kljaic), dans 100 minutes de gloire de Dalibor Matanic (Charles Dubayer) et dans L'Aigle (Orao) de Z. Tadić, le film Marjan). Il a joué aussi dans Ruševine, (« Les ruines »), un film slovène de Herman J. Burger, pour lequel il a obtenu le prix du meilleur acteur masculin en Slovénie.

## Lien
- site officiel